# 猿轅事件
猿轅事件（えんよじけん）は、弘前藩藩主の津軽信順が処罰を受けた事件。

## 経緯
文政10年（1827年）3月18日、11代将軍徳川家斉が太政大臣に、その世子であった徳川家慶が従一位に叙任された。その叙任式の中、津軽信順は轅輿（ながえごし）に乗って江戸城に登城した。
しかし、猿轅に乗る権限は、四位以上の大広間詰めの大名、かつ国持ち大名である者に限られていた。信順は国持ち大名ではないため、同年4月25日に猿轅の無許可使用を咎められた。津軽家では、轅は先代藩主の津軽寧親が近衛家から贈られたものであること、四位になれば束帯のときには轅を用いて差し支えないものと考えていたと答えた。しかし、文化8年（1811年）に寧親が轅の使用方を幕府に伺いを立てて不許可になったという先例もあり、主張は通らなかった。信順は同年閏6月6日までの70日間の逼塞処分を受け、信順の行為を咎めなかった大目付、目付、小人目付たちは、御目見差し控えや押し込めの処分となった。
津軽家は家格上昇のために熱心に工作し、多大な金品を費やしたと言われ、江戸市中での津軽家の評判は悪かった。この事件を受けて、
- 御目代へ 砂金めかくし うつ散し 押込メらるゝ 筈のことなり
- ふんとしに 縁あればこそ 越中の 門を〆めるも こしのあたりて

という落書が出回った。

## 事件後
藩の記録「弘前藩庁日記御国日記」によると、津軽信順は、処分の後、側室の増衛を寵愛するようになった。派手好きで政治に熱意の無い信順は、増衛の父が藩の柳島下屋敷の向かいに建設した広大な屋敷に足繁く通って贅沢な生活にふけり、江戸で評判となった。多大な出費により財政は逼迫し、さらに天保の大飢饉が本格化したために藩財政は未曾有の危機に直面した。